# Sions Sogn
Sions Sogn er et sogn i Holmens og Østerbro Provsti (Københavns Stift). Sognet ligger i Københavns Kommune; indtil Kommunalreformen i 1970 lå det i Sokkelund Herred (Københavns Amt). I Sions Sogn ligger Sions Kirke.
Sognet udskiltes i 1895 fra Sankt Jakobs Sogn.
I Sions Sogn findes flg. autoriserede stednavne:
- Svanemøllen (station)